# Leslie Walter Minter
(Il Littoriale, 22 febbraio 1934)
Leslie William Minter (Faversham, 26 dicembre 1892 – Pluckley, 20 febbraio 1979) è stato un calciatore inglese, di ruolo difensore, pioniere del calcio partenopeo.

## Carriera

### Club
Forte difensore, proveniente dal Chelsea, giocò per più di un decennio a Napoli, dove lavorava come vice direttore della filiale inglese dei negozi Gutteridge in Via Roma. Visse tutta la metamorfosi del calcio partenopeo, avendo indossato nell'ordine le casacche dell'Internazionale Napoli, dell'Internaples, ed infine giocò due gare nel neonato Napoli di Giorgio Ascarelli, nella nuova Divisione Nazionale. In totale ha disputato 70 incontri tutti in massima serie. 

### Nazionale
Ottenuta la nazionalità sportiva italiana, vestì anche la maglia azzurra in una gara contro la Francia disputata a Roma: era infatti tra i giocatori convocati per le rappresentative della selezione del centrosud per esempio in occasione della sfida alla selezione francese del sudest del 30 dicembre 1923.

## Statistiche

### Presenze e reti nei club
| Stagione                     | Squadra                      | Campionato                   | Campionato | Campionato | Coppe nazionali | Coppe nazionali | Coppe nazionali | Altre coppe | Altre coppe | Altre coppe | Totale | Totale |
| Stagione                     | Squadra                      | Comp                         | Pres       | Reti       | Comp            | Pres            | Reti            | Comp        | Pres        | Reti        | Pres   | Reti   |
| ---------------------------- | ---------------------------- | ---------------------------- | ---------- | ---------- | --------------- | --------------- | --------------- | ----------- | ----------- | ----------- | ------ | ------ |
| 19??-19??                    | Chelsea                      |                              | ?          | ?          |                 |                 |                 |             |             |             | ?      | ?      |
| 1913-1914                    | Internazionale Napoli        | PC                           | 4          | 0          |                 |                 |                 |             |             |             | 4      | 0      |
| 1914-1915                    | Internazionale Napoli        | PC                           | 1+         | ?          |                 |                 |                 |             |             |             | 1+     | ?      |
| 1919-1920                    | Internazionale Napoli        | PC                           | 8          | 0          |                 |                 |                 |             |             |             | 8      | 0      |
| 1920-1921                    | Internazionale Napoli        | PC                           | 8          | 0          |                 |                 |                 |             |             |             | 8      | 0      |
| 1921-1922                    | Internazionale Napoli        | PD                           | 11         | 0          |                 |                 |                 |             |             |             | 11     | 0      |
| Totale Internazionale Napoli | Totale Internazionale Napoli | Totale Internazionale Napoli | 32+        | 0          |                 |                 |                 |             |             |             | 32+    | 0      |
| 1922-1923                    | Internaples                  | PD                           | 8+         | 0          |                 |                 |                 |             |             |             | 8+     | 0      |
| 1923-1924                    | Internaples                  | PD                           | 15         | 0          |                 |                 |                 |             |             |             | 15     | 0      |
| 1925-1926                    | Internaples                  | PD                           | 13         | 0          |                 |                 |                 |             |             |             | 13     | 0      |
| Totale Internaples           | Totale Internaples           | Totale Internaples           | 36+        | 0          |                 |                 |                 |             |             |             | 36+    | 0      |
| 1926-1927                    | Napoli                       | DN                           | 2          | 0          |                 |                 |                 |             |             |             | 2      | 0      |
| Totale carriera              | Totale carriera              | Totale carriera              | 70+        | 0          |                 |                 |                 |             |             |             | 70+    | 0      |